# Anna Maria Immerzeel
Anna Maria Immerzeel (Rotterdam, 26 februari 1817 - Den Haag, 1 oktober 1883) was een Nederlandse kunstschilderes.

## Leven en werk
Immerzeel werd in 1817 in Rotterdam geboren als dochter van de uitgever, boek- en kunsthandelaar Johannes Immerzeel en Adelaïde Louise Françoise Charlotte Cera. Zij kreeg schilderles van haar broer Christiaan Immerzeel. Zij legde zich toe op het schilderen van  genre- figuur-  en christelijk religieuze voorstellingen. Ook schilderde zij portretten en interieurs. Immerzeel was werkzaam in Haarlem en Den Haag. Bij de tentoonstellingen in 1843 en 1844 in Düsseldorf en Keulen schreef een criticus "De schilderstukken van de dames Immerzeel en Knip hebben zeer veel goeds: Ehret die Frauen! zie flechten und weben Himmlische Rozen in 's irdische Leben". Andere critici oordeelden minder positief, zoals over haar "Interieur van een Hofjesvrouw", dat in 1862 in Rotterdam tentoon werd gesteld. In 1854 werd een reproductie van een van haar werken, "Vroege zorgen: Interieur met moeder die haar kindje wiegt", opgenomen in het tijdschrift de KunstKronijk. De door Karel Frederik  Bombled gemaakte prent van dit werk bevindt zich in de collectie van het Rijksmuseum Amsterdam.
Immerzeel was ongehuwd. Zij overleed in oktober 1883 in haar woonplaats Den Haag op 66-jarige leeftijd.

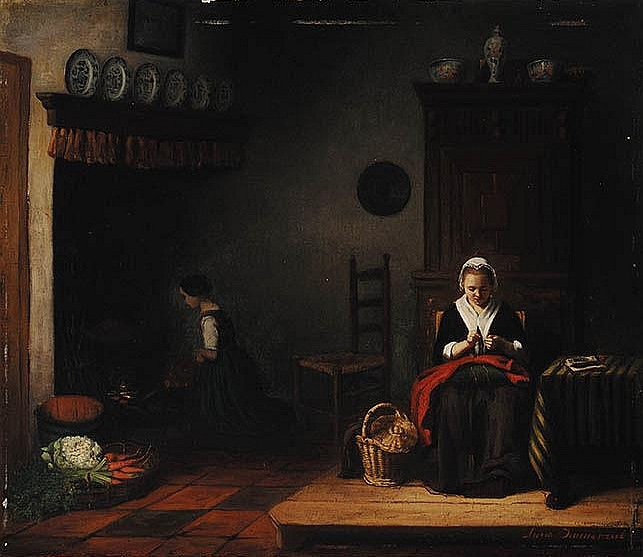
Huisvlijt in de keuken
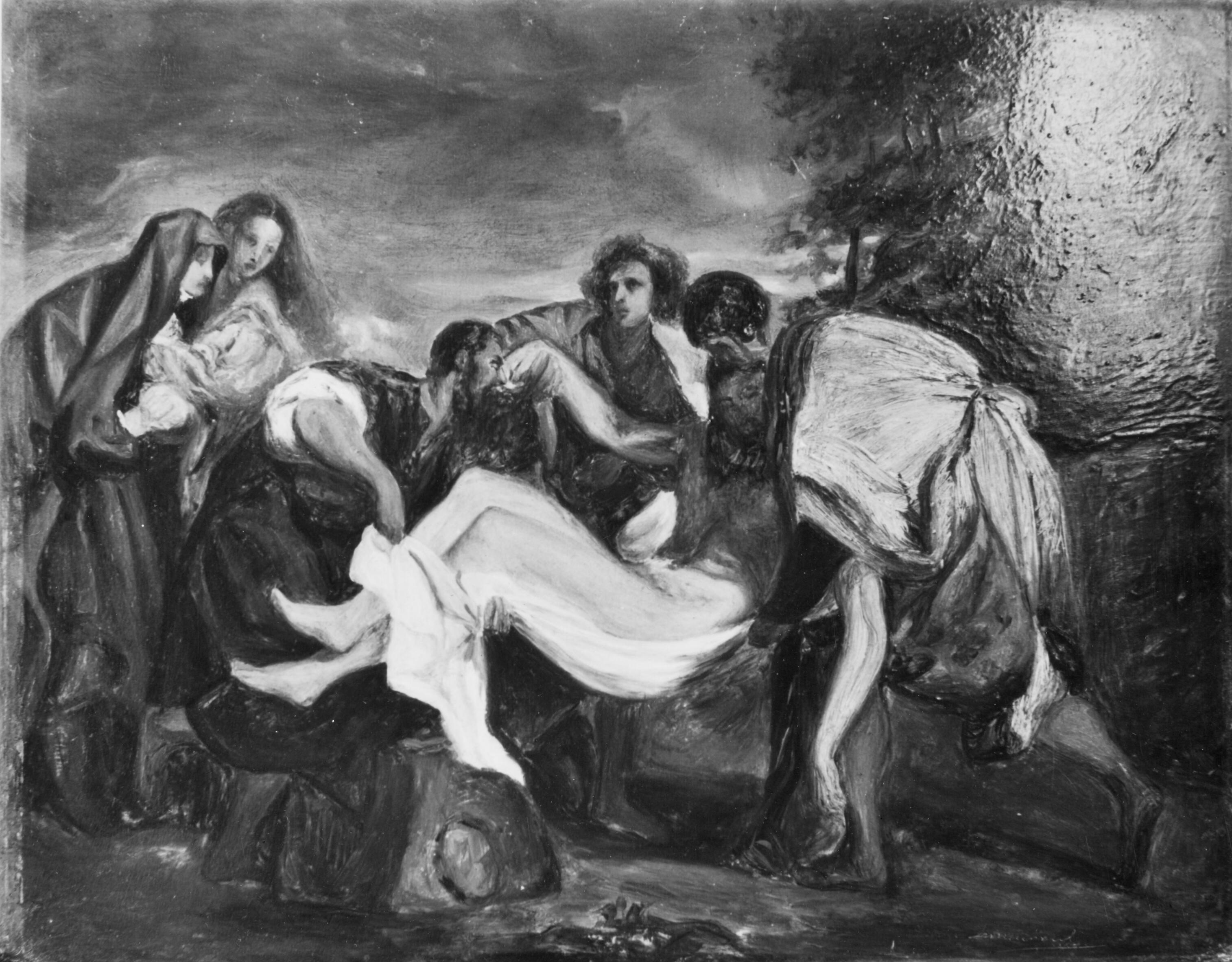
De graflegging van Christus

- Biografisch Portaal: 56847448
- RKD-Nederlands Instituut voor Kunstgeschiedenis: 40996
- Union List of Artist Names: 500069393
- Virtual International Authority File: 96163816